# Jeporo
Jeporo is een bestuurslaag in het regentschap Wonogiri van de provincie Midden-Java, Indonesië. Jeporo telt 4627 inwoners (volkstelling 2010).